# Fedora (Film)
Fedora ist ein deutsch-französisches Filmdrama von Billy Wilder aus dem Jahr 1978, das auf einer Kurzgeschichte von Tom Tryon basiert.

## Handlung
Der weltbekannte Filmstar und Mythos Fedora ist tot. Der unabhängige Filmproduzent Barry Detweiler reist zu dem für die Öffentlichkeit aufgebahrten Leichnam und erinnert sich der vorangegangenen zwei Wochen:
Detweiler sucht die völlig zurückgezogen lebende Diva auf einer kleinen Insel bei Korfu in der Villa Kalypso auf, um sie für einen Film zu gewinnen. Obwohl sie eine ältere Dame von 67 Jahren sein müsste, tritt sie ihm jugendfrisch konserviert gegenüber, ebenso schön wie 1947, als sich beide zum ersten Mal bei Dreharbeiten begegnet sind und zusammen eine Liebesnacht am Strand verbracht haben.
Ihr kleiner Kreis von Vertrauten, die im Rollstuhl sitzende Gräfin Sobryansky, die argwöhnische Krankenschwester Miss Balfour und der bizarr auftretende plastische Chirurg Dr. Vando, tun alles, um Fedora vor Fremden abzuschirmen, und kontrollieren dabei jeden ihrer Schritte. Detweiler kann sich nur wundern, dass offenbar auch Fedoras Seelenleben und Liebesbedürfnisse auf dem Stand einer sehr viel jüngeren Frau stehengeblieben sind. Außerdem soll sie drogenabhängig sein.
Detweiler gelingt es jedoch, allein zu ihr vorzudringen und sein Angebot zu unterbreiten. Fedora schöpft daraufhin Hoffnung, ihrem Exil und der Überwachung auf Korfu entfliehen zu können. Als sie von ihrer Entourage aber nach Paris verschleppt wird, endet ihr Leben auf einem Vorortbahnhof, wo sie sich vor einen einfahrenden Zug wirft.
Für die Fans und die Presse wird die Beerdigung des Stars von der Gräfin in ihrem Palais in Paris nach allen Regeln der Kunst inszeniert.
Detweiler erfährt in einem letzten Gespräch mit der Gräfin schließlich Fedoras wahre Geschichte. Diese sei zwanzig Jahre lang „wie die Kranken nach Lourdes“ in die renommierte Schönheitsklinik von Dr. Vando gepilgert, wo man der Diva immer wieder ihre Jugend konservieren konnte – bis zum Jahr 1962, als Fedora dort durch die Anwendung einer neuartigen Methode entstellt wird; infolge weiterer medizinischer Komplikationen hat sie außerdem einen Schlaganfall erlitten, so dass sie seither auf den Rollstuhl angewiesen ist.
Fedoras uneheliche Tochter Antonia, von der die Öffentlichkeit nichts gewusst hat, soll anlässlich der Verleihung eines Ehren-Oscars ihre Rolle übernehmen, ist sie doch der jungen Fedora wie aus dem Gesicht geschnitten. Antonia dreht auch einige Filme als Fedora, bis sie sich in ihren Filmpartner Michael York verliebt. Da will sie endgültig die Rolle der Diva hinter sich lassen und wieder Antonia sein. Aber Fedoras Entourage lässt dies nicht zu; Antonia fügt sich zunächst widerwillig in ihr Schicksal, zerbricht aber daran.
Gräfin Sobryansky, die sich als die echte Fedora zu erkennen gegeben hat, ersucht Detweiler, das Geheimnis um der alten Zeiten willen für sich zu bewahren. Der Mythos soll aufrechterhalten bleiben; wenige Wochen später stirbt sie selbst, von der Öffentlichkeit beinahe unbemerkt.

## Hintergrund
Die Figur der Fedora in der Original-Kurzgeschichte von Tom Tryon scheint auf Elementen der Biografien und Karrieren von Marlene Dietrich, Greta Garbo, Gloria Swanson und Corinne Griffith zu beruhen. Billy Wilder verlegte den zeitlichen Rahmen der Geschichte um mehrere Jahrzehnte. Tryons Fedora beginnt ihre Karriere in den frühen 1910er Jahren, in Billy Wilders Film ist die jüngere Fedora ein großer Star zur Zeit des Zweiten Weltkriegs.
Sowohl Buch als auch Film sind mit zahlreichen Anspielungen auf die technische Seite der diversen Verjüngungsprozeduren gespickt: Professor Serge Voronoff und seine Affenhoden-Implantate werden ebenso erwähnt, wie es auch Hinweise auf die Frischzellen-Therapie nach Paul Niehans und seine Klinik La Prairie gibt.
Ursprünglich war Faye Dunaway die Rolle der Fedora angeboten worden. Die Rolle ging schließlich an Marthe Keller, die sowohl die junge als auch die alte Fedora spielen sollte. Da dies nicht möglich war, weil eine Kopfverletzung beim Anbringen von speziellen Make-up-Teilen starke Schmerzen auslöste, beschloss Billy Wilder, die Rolle der alten Fedora getrennt zu besetzen. Hierfür wurde Hildegard Knef engagiert. Auch Marlene Dietrich soll gefragt worden sein, die Gräfin Sobryansky zu spielen.
Da die zwei Schauspielerinnen sehr unterschiedliche Stimmen haben, wurden in der Originalversion beide von der deutschen Schauspielerin Inga Bunsch synchronisiert. In der deutschen Synchronfassung wird die junge Fedora nicht von der Deutschschweizerin Marthe Keller, sondern ebenfalls von Hildegard Knef gesprochen; Marthe Keller übernahm dafür beide Sprechrollen der französischen Synchronisation.
Billy Wilder wurde vorgeworfen, er habe über weite Strecken ein Plagiat seines eigenen Films Sunset Boulevard von 1950 gedreht. Drehorte des Films waren u. a. Paris (Museum Jacquemart-André), die griechische Insel Korfu und die Münchner Bavaria Studios, die zugleich auch Co-Produzent waren.
Billy Wilder baute in diesen Film einige Anspielungen auf seine ehemalige Heimat Österreich ein: Der im Film während der Dreharbeiten zum im Wien der Kaiserzeit spielenden "The Last Waltz" mit Michael York zu hörende Walzer ist das Stück "Bad´ner Madl´n" des österreichischen Komponisten Karl Komzak junior. Ebenso tritt der österreichische Schauspieler Hans Jaray als polnischer Graf Sobryansky auf.

## Kritik
Filmdienst 14/1978: „Der Film ist ein Boulevard der Dämmerung als Satire, ein Abgesang auf Hollywood, auf das Kino alter Schule, auf Billy Wilders klassische Filme nicht zuletzt. […] Ein Alterswerk, das seinen Rang vornehmlich dadurch erreicht, dass es in Kauf nimmt, von allen missverstanden zu werden.“
Der Spiegel kritisiert: "Billy Wilders Film erzählt nicht nur vom vergeblichen Versuch, Jugend und Schönheit zu bewahren, er ist leider selbst auch ein achtbar-rührendes, trauriges Stück Vergeblichkeit. Es fällt nicht leicht, einem Regisseur ... die eigene Enttäuschung vorzuhalten. Aber es weiß wohl keiner besser als der 72jährige Wilder selbst, daß ihm »Fedora« mißlungen ist, und es wird keinen mehr schmerzen als ihn, der in seinen jüngsten Interviews resigniert beklagt, daß es sein Hollywood nicht mehr gebe." Wolfgang Limmer Der Spiegel 28/1978

## Auszeichnungen
- 1982: Fotogramas de Plata in der Kategorie Bester ausländischer Film (gemeinsam mit Atlantic City, USA)

## Synchronisation
| Rolle                       | Darsteller         | Synchronsprecher      |
| --------------------------- | ------------------ | --------------------- |
| Barry 'Dutch' Detweiler     | William Holden     | Arnold Marquis        |
| Fedora / Antonia Sobryanski | Marthe Keller      | Hildegard Knef        |
| Barry (jung)                | Stephen Collins    | Norbert Langer        |
| Bestatter                   | Hans Jaray         | Erik Schumann         |
| Direktor                    | Ferdy Mayne        | Ferdy Mayne           |
| Dr. Vando                   | José Ferrer        | Wolfgang Lukschy      |
| Gräfin Fedora Sobryanski    | Hildegard Knef     | Hildegard Knef        |
| Akademiepräsident           | Henry Fonda        | Gert Günther Hoffmann |
| Korfu Hotel Manager         | Mario Adorf        | Mario Adorf           |
| Michael York                | Michael York       | Elmar Wepper          |
| Miss Balfour                | Frances Sternhagen | Marianne Kehlau       |